# Финансовая башня Bitexco
Финансовая башня Bitexco (вьет. háp Tài chính Bitexco, англ. Bitexco Financial Tower) — небоскрёб, расположенный в центральном районе Хошимина, Вьетнам. Принадлежит вьетнамской компании Bitexco Group.

## Описание
Здание состоит из 68 этажей и трёх подвалов. Общая высота здания составляет 262,5 м (861 фут). Дизайн здания был разработан студией Карлоса Запаты, вдохновением послужил цветок лотоса — символ Вьетнама. До постройки Keangnam Hanoi Landmark Tower в начале 2011 года (336 м, Ханой), было самым высоким зданием во Вьетнаме. Сейчас является самым высоким деловым зданием страны класса А.

## История
Подготовка к строительству здания началась в сентябре 2005 года. Два года спустя, в июне 2007 года, началось строительство самой башни. Планировалось, что строительство будет закончено к середине 2009 года, однако башню удалось достроить только в середине 2010 года. Церемония открытия здания состоялась 31 октября 2010 года.

## Структура
В башне находится более 21 лифт, которые покрывают расстояние от первого до последнего этажа за 45 секунд. В здании одновременно могут находиться и работать около 10 тысяч человек. В здании находятся три подвала, с размещенными там подземными паркингами и помещениями хозяйственного назначения общей площадью 33 000 квадратных метра (360 000 кв. футов). Площадь основания башни составляет 6000 квадратных метров (65 000 кв. футов), а общая площадь башни составляет 100 000 квадратных метров (1 100 000 кв. футов).

## Особенности
Изюминкой башни является вертолётная площадка, расположенная на 50-м этаже здания, на высоте 191 метр (627 футов) от земли. На 49-м этаже расположена открытая в 2011 году обзорная площадка Saigon Skydeck, с которой открывается панорама города на 360 градусов. На 50 этаже расположено кафе.